# Calciborite
La calciborite, CaB2O4, est un minéral rare de borate de calcium.
Elle a été décrite la première fois en 1955 dans le gisement de cuivre-bore de Novofrolovskoye, près de Krasnotourinsk, district de Tourinsk, au nord du massif de l'Oural en Russie. On la trouve dans un gisement de skarn formé dans du calcaire, adjacent à une intrusion de diorite quartzifère. Elle y est associée à la sibirskite (un autre minéral rare de borate de calcium), la calcite, la dolomite, le grenat, la magnétite et le pyroxène. Elle a également été signalée dans la mine Fuka de la préfecture d'Okayama, au Japon. 